# Казыгурт
Казыгурт (каз. Қазығұрт, до 1993 г. — Ленинское) — село в Туркестанской области Казахстана. Основано в 1908 году.  Село Алексеевское было основано  Степаном Николаевичем Порошиным и Пивоваровым Ионом Евдокимовичем по дозволению великого князя Николая Константиновича.

Административный центр Казыгуртского района. Административный центр и единственный населённый пункт Казыгуртского сельского округа. Ближайшая железнодорожная станция — Жилга. Код КАТО — 514030100.

## Население
В 1999 году население села составляло 13 264 человека (6462 мужчины и 6802 женщины). По данным переписи 2009 года, в селе проживало 14 867 человек (7345 мужчин и 7522 женщины).
На начало 2019 года население села составило 11 146 человек (6206 мужчин и 4940 женщин).